# Club Esportiu Llavaneres
El Club Esportiu Llavaneres és un club de futbol de Sant Andreu de Llavaneres, fundat el 1921.